# Tanystylum excuratum
Tanystylum excuratum is een zeespin uit de familie Ammotheidae. De soort behoort tot het geslacht Tanystylum. Tanystylum excuratum werd in 1954 voor het eerst wetenschappelijk beschreven door Stock. 